# أمير أحمد نصر
أمير أحمد نصر هو كاتب وصحفي ومدون سوداني وومستشار في مجال الإعلام والتسويق الرقمي، ولِد بمدينة الخرطوم عام 1986، ونشأ ما بين قطر وماليزيا، ودرس في المدارس الإسلامية في قطر وكوالالمبور حيث حفظ القرآن وصار مسلمًا أصوليًا بفعل تأثير أساتذته، إلا أن أفكاره تغيرت في مرحلة لاحقة من حياته حين تعرّف على مسلمين ليبراليي الفكر عبر شبكة الإنترنت، وكان لذلك أثرًا كبيرًا على تغيّر نظرته تجاه الأديان، ومن ثمّ أنشأ مدونته «المفكر السوداني» في عام 2006 ليعبّر فيها عن وجهات نظره الجديدة تجاه العقيدة.
كتب أمير أحمد نصر مقالاتًا وتقاريرًا صحفية لعدد من الصحف والمجلات والشبكات الإخبارية العربية والعالمية، مثل صحيفة الغرديان، ومجلة فورين بوليسي، وقناة الجزيرة، وهو عضو بلجنة تحكيم جائزة فاتسلاف هافيل الدولية للمعارضة الإبداعية التي تمنح للعاملين والناشطين بمجال حقوق الإنسان. ويسعى حاليًا للحصول على درجة الماجستير في الفلسفة ويبحث في تأثير الإعلام الجديد على الفكر الإسلامي اليوم.

## مدونته
أنشأ أمير أحمد نصر في عام 2006 مدونة على شبكة الإنترنت سماها «المفكر السوداني»، حين شعر بعدم وجود عددٍ كافٍ من المواطنين السودانيين الذين يناقشون قضية دارفور في العلن، وفي وسائل الإعلام، وظلت هوية صاحب المدونة مجهولة لبعض الوقت حتى اندلعت ثورات الربيع العربي في عام 2011، حينها قرر أمير أحمد نصر الإفصاح عن هويته، وخلال مدة وجيزة، أصبحت مدونته مصدرًا مهمًا للمعلومات للصحفيين الأجانب فيما يخص نزاع دارفور، كما ساهمت في تشجيع أشخاص آخرين في السودان على إنشاء مدونات لهم باللغة الإنجليزية.

## أعماله ومؤلفاته
نشر أمير أحمد نصر في عام 2013 كتابه الأول باللغة الإنجليزية بعنوان «كيف سرقت الأصولية عقلي، وحرر الشك روحي»، وقد لاقى الكتاب ردود أفعال إيجابية، حيث أشادت به مجلة بابلشرز ويكلي الأمريكية المتخصصة في مراجعات الكتب، ووصفه الكاتب الأمريكي كلاي شيركي بأنه «رسالة حب لحرية التعبير»، كما وصفه الكاتب كين ويلبر بأنه «كتاب مهم وملفت للنظر»، وأدرجت مجلة فورين بوليسي الكتاب في عام 2013 ضمن قائمة ترشيحاتها للكتب بعنوان «ماذا تقرأ في 2013».

## الأنشطة الأخرى
- أقام أمير أحمد نصر ندوة إلكترونية صوتية عبر شبكة الإنترنت شارك فيها 60 متحدثًا بعنوان «مستقبل الإسلام في عصر الإعلام الجديد».

## ترشيحات الجوائز
وصلت مدونة أمير أحمد نصر ثلاث مرات للتصفيات النهائية لجوائز ويبلوج العالمية للمدونين.